# トルビアック駅
トルビアック駅 (トルビアックえき、仏：Tolbiac)は、フランス・パリの13区にあるメトロ7号線 (地下鉄) の駅。

## 概要
トルビアック駅は、パリの地下鉄メトロ7号線の駅。パリ南部にある13区の中央部のやや南寄りにあり、イタリア大通り (アヴニュ・ディタリー) とトルビアック通りの交差点に位置している。
1930年3月7日、10号線の駅として開業したが、翌1931年4月26日、7号線の駅に変更となった。駅名は、トルビアック通りにちなんで名付けられた。付近には、パリ最大の中華街がある。

## 利用可能な鉄道路線
- メトロ
  - 7号線

## 駅周辺
- ショワジー公園 （Parc de Choisy）

## 隣の駅
パリメトロ
■7号線
プラス・ディタリー駅（Place d'Italie） - トルビアック駅 - メゾン・ブランシュ駅（Maison Blanche）